# Samo Fakin
Samo Fakin, né le 31 juillet 1957 à Trbovlje, est un homme politique slovène, membre du parti LMŠ.
De 2018 à 2019, il est ministre de la Santé dans le gouvernement Šarec.